# Mazama bororo
La corzuela bororo o roja pequeña (Mazama bororo) es una especie de mamífero artiodáctilo perteneciente a la familia Cervidae. Es endémico en la Mata atlántica en los estados de Paraná, Santa Catarina y São Paulo al sudeste de Brasil. La especie fue descrita científicamente en 1992; actualmente se encuentra amenazada por la pérdida de su hábitat. Su tamaño y aspecto recuerda a la especie corzuela pigmea (Mazama nana), pero su coloración es muy similar a la corzuela roja (Mazama americana). Se asemeja todavía más a los híbridos de las anteriores especies, pero su cariotipo difiere de las dos especies mencionadas y sus híbridos.